# Izvoru Mare, Constanța
Izvoru Mare este un sat în comuna Peștera din județul Constanța, Dobrogea, România. În trecut se numea Mamutcuius (în turcă Mamutkuyusu). La recensământul din 2002 avea o populație de 729 locuitori.

## Viața culturală și religioasă
Geamia din Izvoru Mare a fost construită în anul 1866 și a fost renovată în 2011.